# Дамарета
Дамарета (др.-греч. Δαμαρέτη; ум. после 478 до н. э.) — жена сиракузского тирана Гелона.
Дочь тирана Акраганта Ферона. Была выдана за Гелона между 488 и 480 до н. э.
Во время войны с Карфагеном в 480 до н. э., как и другие женщины, отдала свои драгоценности на военные нужды. По словам Диодора Сицилийского, по просьбе карфагенян содействовала заключению мира после битвы при Гимере; в благодарность они поднесли ей золотой венец стоимостью в сто талантов.
Около 479 до н. э. из этого венца и другой добычи была отчеканена монета, весом в 10 аттических драхм (декадрахма), получившая в честь жены правителя название дамаретейон. На аверсе была изображена квадрига богини Ники, на реверсе — голова нимфы Аретусы, окруженная четырьмя дельфинами.
После смерти Гелона в 478 до н. э. в соответствии с его завещанием вышла за его младшего брата Полизела, командующего сиракузскими войсками.
В браке с Гелоном, как полагают, родился сын, о котором не сохранилось никаких биографических сведений, и который был предком Гиерона II.